# Omladinski fudbalski klub Žarkovo
L'Omladinski fudbalski klub Žarkovo, meglio conosciuto come OFK Žarkovo (in serbo ОФК Жарково?), è una società calcistica serba con sede a Žarkovo, quartiere del comune di Čukarica, una delle 17 suddivisioni della città di Belgrado. Nella stagione 2023-2024 milita nella Srpska Liga, la terza divisione del calcio serbo.

## Storia
La squadra di calcio OFK Žarkovo nasce nel 1925 con il nome di Žarkovački SK Jugoslavia, cambia nome nel 1934 in Žarkovački SK, per finire nel 1941, quando diventa FK Žarkovo. 
Il club partecipa nei campionati minori della ex Jugoslavia e della Serbia, solo alla fine della stagione 2009-2010 vince la Zonska liga Beograda, ottenendo la prima promozione in Srpska liga Beograd.
Dopo otto stagioni trascorse nel campionato di terza divisione, al termine della stagione 2017/18, la squadra vince il campionato e viene promossa per la prima volta in seconda divisione.

## Stadio
Lo Stadio OFK Žarkovo, che ospita le partite interne, ha una capacità di 600 spettatori. Si trova a Belgrado, in Vodovodska 158.

## Statistiche e record
- Prva Liga Srbija:

6º posto 2020-2021

## Palmarès

### Competizioni nazionali
- Srpska Liga: 1

2017-2018 (Beogradska Liga)
- Zonska Liga: 1

2009-2010 (Beogradska Zona)